# Brucheville
Brucheville är en kommun i departementet Manche i regionen Normandie i norra Frankrike. Kommunen ligger i kantonen Sainte-Mère-Église som tillhör arrondissementet Cherbourg. År 2018 hade Brucheville 139 invånare.

## Befolkningsutveckling
Antalet invånare i kommunen Brucheville
| Referens: INSEE |